# Shrewsbury
Shrewsbury – miasto i civil parish w Anglii, w regionie West Midlands, w hrabstwie ceremonialnym i jednolitej jednostce administracyjnej (unitary authority) Shropshire, położone nad rzeką Severn. W 2011 roku civil parish liczyła 71 715 mieszkańców.
W tym mieście rozwinęło się rzemiosło oraz turystyka. Ponadto rozwinął się przemysł browarniczy, maszynowy, elektrotechniczny oraz metalowy. Shrewsbury jest wspomniana w Domesday Book (1086) jako Ciropesberie.

## Historia
Najstarsza udokumentowana wzmianka o miejscowości pochodzi z 901 roku. Shrewsbury należało wówczas do Królestwa Mercji. Po podboju Anglii przez Normanów Shrewsbury i hrabstwo Shropshire stały się ważną linią obrony przed Walijczykami. Kontrolę nad hrabstwem powierzono Rogerowi de Montgomerie, krewnemu Wilhelma Zdobywcy. W 1083 roku założył klasztor benedyktynów w Shrewsbury, a w 1094 roku wstąpił do zakonu na kilka tygodni przed śmiercią. Został pochowany w kościele opackim, gdzie do dziś można oglądać jego nagrobek. W 1137 roku szczątki św. Winefrida przeniesiono z Walii do Shrewsbury, gdzie pozostały aż do zniszczenia opactwa przez Henryka VIII.
Podczas wojny o sukcesję angielską w 1138 roku doszło do bitwy o zamek Shrewsbury. Oblegający pod wodzą króla Stefana z Blois zdobyli zamek i od tego czasu Shrewsbury jest uznawane za „lojalne wobec króla”. Kilka kilometrów na północ, w pobliżu dzisiejszych przedmieść Battlefield, w 1403 roku rozegrała się bitwa pod Shrewsbury, która zakończyła bunt Henryka Percy z Northumberland przeciwko królowi Henrykowi IV. Podczas angielskiej wojny domowej Shrewsbury było twierdzą zwolenników króla i padło ofiarą żołnierzy parlamentu dopiero wtedy, gdy zdrajca wpuścił ich przez jedną z bram miasta. Brama ta znana jest obecnie jako Brama Zdrajców.
Shrewsbury jest położone poza głównymi szlakami handlowymi i nie rozwijało się tak szybko, jak większość innych angielskich miast podczas rewolucji przemysłowej. Powstało tu zaledwie kilka fabryk. W latach 1830–1840 liczba ludności faktycznie spadła, głównie z powodu braku przemysłu i słabych połączeń komunikacyjnych. Pod koniec XIX w. najważniejszym pracodawcą w mieście była kolej. Podczas drugiej wojny światowej Shrewsbury nie zostało zbombardowane.

## Nazwa
Do dziś nawet mieszkańcy spierają się o to jak poprawnie wymówić nazwę Shrewsbury. Nazwę można wymówić zarówno Shruesbury (długie u), jak i Shrowsbury (ou).

## Galeria

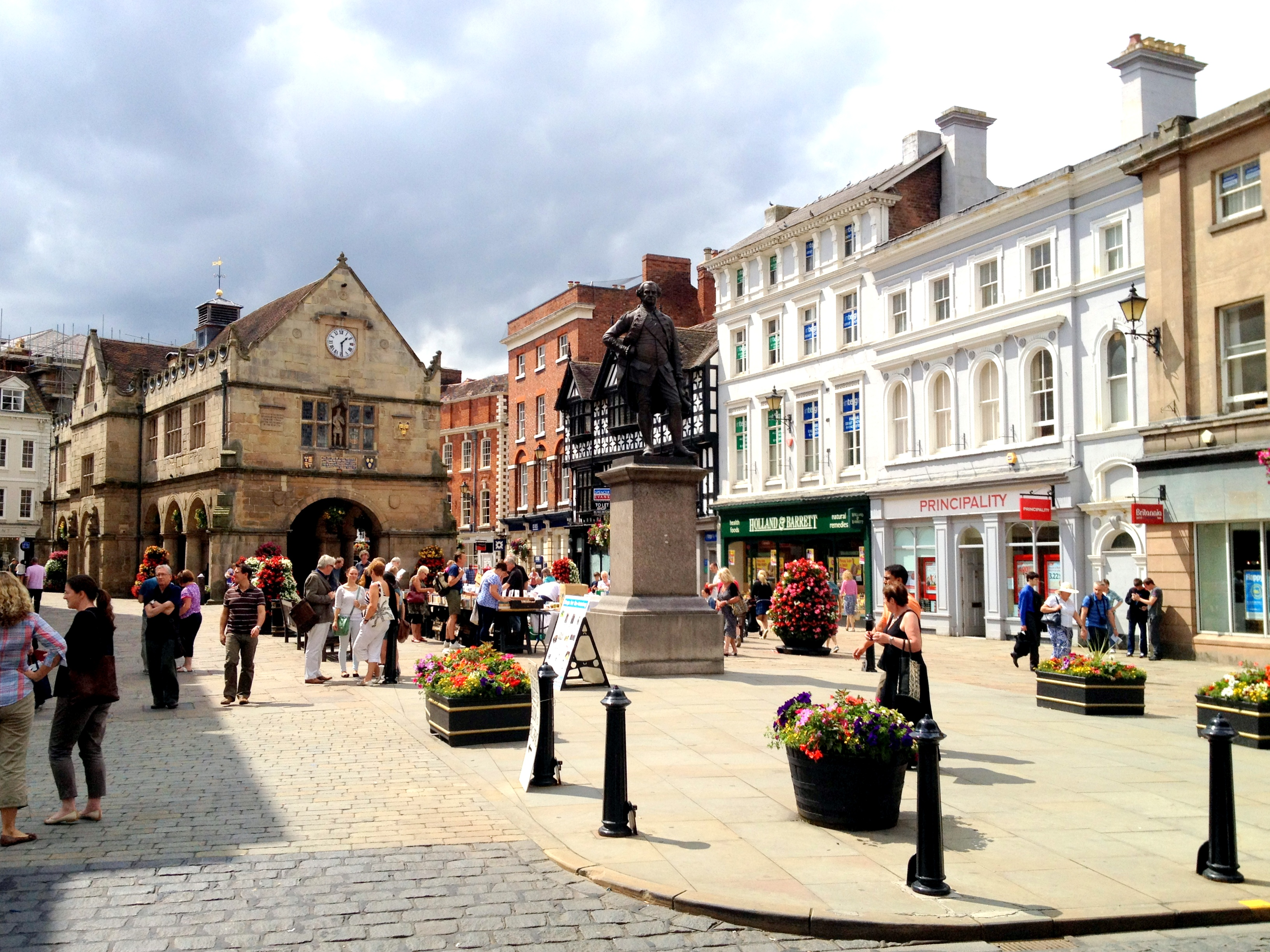
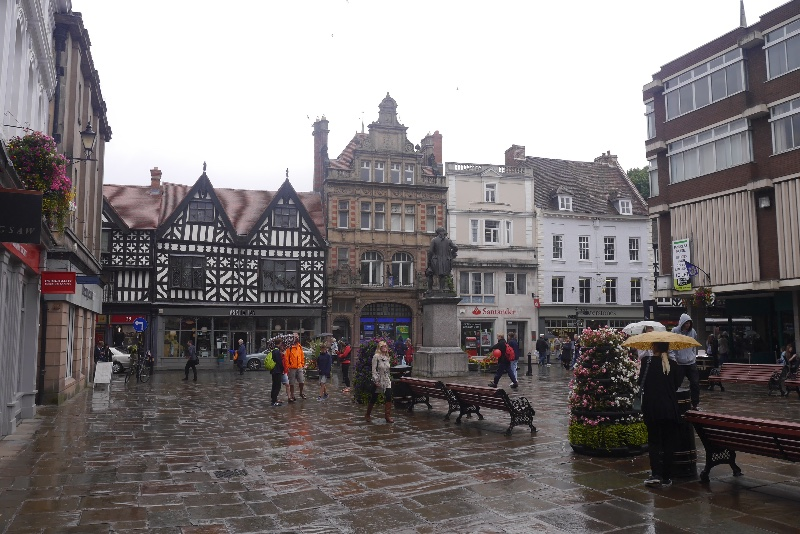
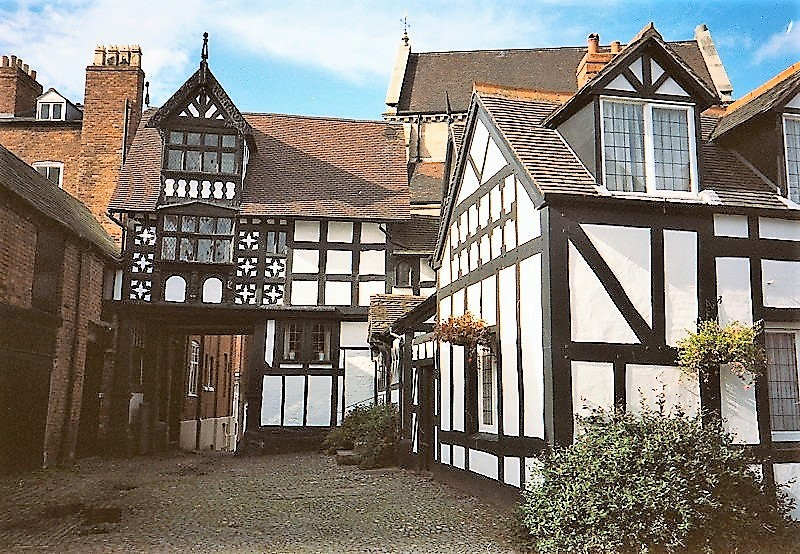
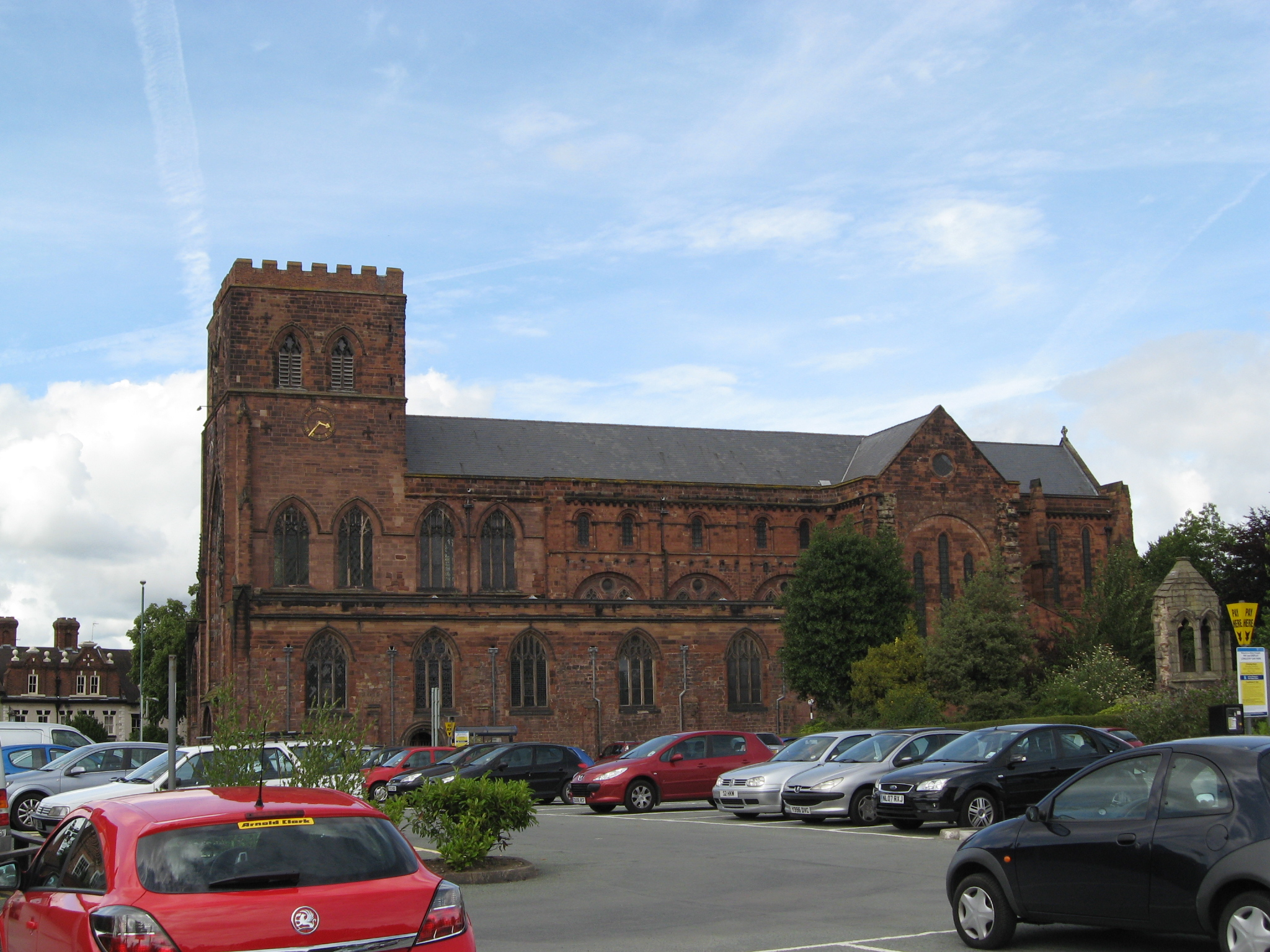
Opactwo
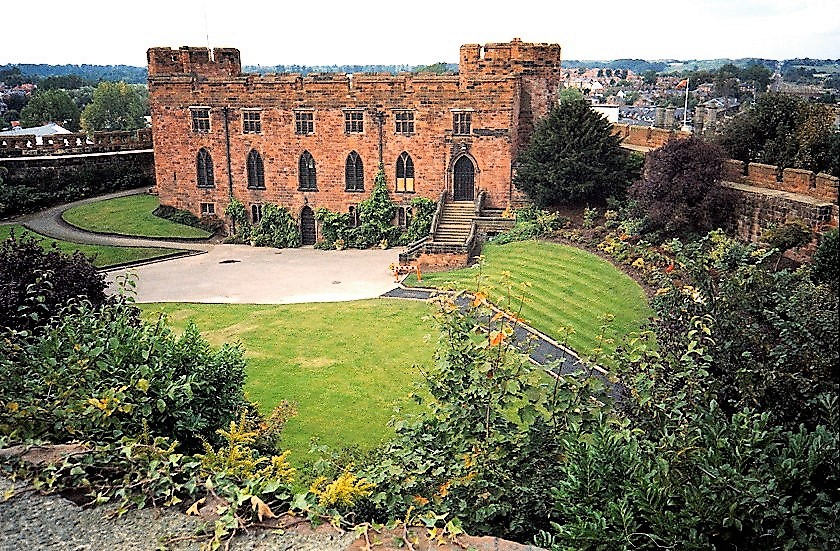
Zamek